# すみだトリフォニーホール
すみだトリフォニーホールは、東京都墨田区錦糸にあるコンサートホール。

## 概要
1997年に開館した。大ホールと小ホールのほか、3室の練習室を擁している。新日本フィルハーモニー交響楽団のフランチャイズとなっている。すみだトリフォニーホールのシンボルマークのデザインは、CIデザイナーの稲吉紘実によるものである。
ホール独自の企画を実施しているほか、「トリフォニーホール・ジュニア・オーケストラ」主催している。

### 沿革
- 1966年　錦糸町駅貨物取り扱い廃止[3]
- 1986年5月　「錦糸町駅北口地区市街地再開発組合」設立 [3]
- 1988年3月　墨田区が「墨田音楽都市構想」を発表[4]
- 1988年7月　墨田区と新日本フィルハーモニー交響楽団がフランチャイズに関する覚書を締結[5]
- 1993年11月 着工 [3]
- 1997年10月26日開業[6]

## 施設

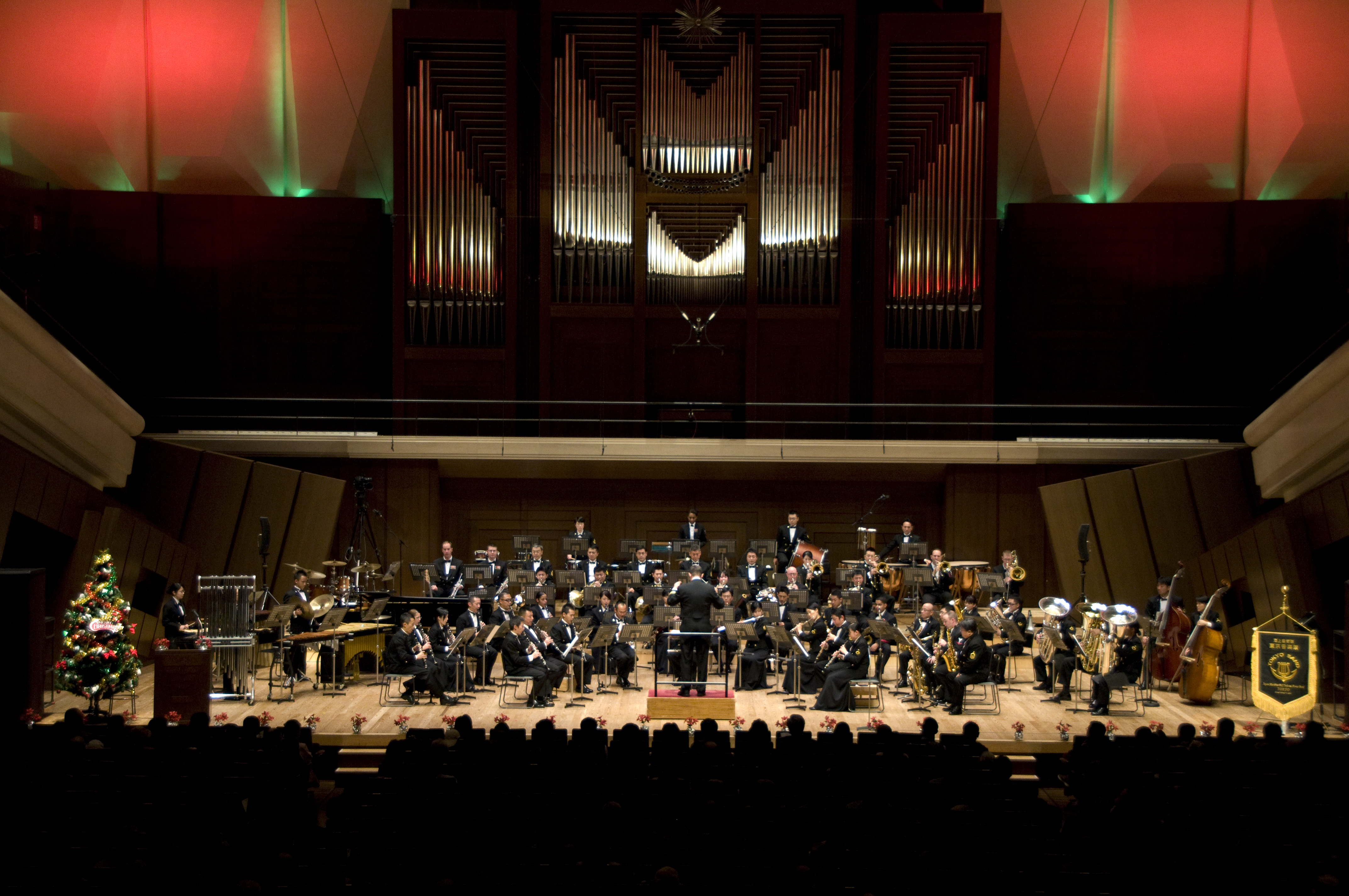
大ホール

- 大ホール

シューボックス型、定員1,801（オーケストラピット使用時1,601）のオーケストラ等大編成のクラシック音楽向けのホール。ホール内には、ドイツのドレスデンにあるイェームリッヒ社製の壮大なパイプオルガン（4,735本のパイプと66個のストップで構成されている）が設置されている。
- 小ホール

252席。23区内に所在する客席数200席前後のコンサートホールの中では、群を抜いて設備使用料が廉価であり、且つ音響面でもとても優れている。そのためか、アマチュア団体や大学等の音楽サークルが演奏会を開催することが頻繁にある。
- アート作品　ホール内には、「音」をテーマとしたアート作品が数多く展示されている。来客の目に触れる大ホール、小ホールはもちろんのこと、アーティストが集うバックステージや楽屋・廊下やドアノブにも、さりげなく建物と一体となって設置されている。

## 設立の背景・経緯
墨田区は従来の「下町」のイメージから脱却し町全体の活性化を図るために文化行政を推進していた。そのような事業の一環として1985年、新しい両国国技館の杮落としとして、墨田区民が参加した「五千人の『第九』コンサート」事業が大成功を収めた。そのような時期に元音楽会社社長の森千二から墨田区に対し「音楽都市構想」なる提案を受けた。墨田区はこのような諸事情を勘案し、かねてから長期計画事業に掲げられていた「文化会館の建設」事業を具体化することとなった。当時は、この「文化会館」について多目的なものとするか他のジャンルに特化した専用ホールとするかは議会でも議論のあるところであった。検討した結果、オーケストラの演奏に特化した音楽専用ホールの建設を決定した。この事業に伴い墨田区は地元の音楽活動を振興するため、1988年新日本フィルハーモニー交響楽団とフランチャイズ契約を行い、墨田区文化会館（仮称、現すみだトリフォニーホール）を新日本フィルハーモニー交響楽団（新日本フィル）の活動拠点とすることとなった。
墨田区はホール建設を担当する専門部署として文化振興課の中に建設準備室を設置し、文化行政に精通した複数の専門職員数名を配置した。その後、区は設計を担当する会社として（株）日建設計を指定し、本耕一が基本設計を担当した。建設のためには墨田区の独自予算以外に、錦糸町地区の再開発として準備された国や都の補助金も活用され、行政と議会が一体となってこのプロジェクトを進めることとなった。プロジェクトには、施工担当の竹中工務店が中心となったJVや音響設計の永田音響設計のほか、後半はアート作品を担当する環境計画研究所やデザイナーの安藤勢津子や前述の森千二などもスタッフとして加わった。竣工までの数年間、設計者の意向だけではなく担当行政職員や後にフランチャイズとなるオーケストラの団員なども、数回の宿泊合宿を経ながらドアの開閉方向など非常に細部にわたって丁寧で精力的な検討が行われたことは公共建築史の中でも貴重な事実と評価されている。
また、ホール内にある複数のアート作品については建築の当初計画にはなかったものであったが、当時の担当職員であった倉持諭の発案を当時の区長である奥山澄雄や議会も理解を示し検討をすすめた。「建築物と一体となったさりげないアート」というコンセプトのもとに進められたこのアートプロジェクト作品の中には、著名アーティストと地元工芸職人の合作作品なども制作されたほか、横尾忠則や船越桂など世界的芸術家数名の作品がしゃしゃり出ることなく設置されたアート作品群は、後の公共アートの先駆例ともなった。
トリフォニーというホール名称は、当初は下町らしい墨田音楽堂やすみだふれあいホールなども発案されたが、結局は世界に向かって理解されやすく著作権上も問題なく、このホールの特色である住民（地域）・ホール（施設）・芸術家（演奏家）の3つが調和しながら未来に向かって進んでいくことをイメージして名付けられた。
施設竣工後、開館までの間、大ホールステージ上の反射板の演奏実験が小澤征爾ら演奏関係者立会いの下、複数回実施・調整が行われた。
すみだトリフォニーホールは、1997年10月26日に開館した。小澤征爾が指揮するグスタフ・マーラーの新日本フィルハーモニー交響楽団による『交響曲第2番』で杮落としが行われた。なお、ホール開館時には、錦糸町駅にヘ音記号をイメージした金色のオブジェ「エコー」が設置された。

## 新日本フィルハーモニー交響楽団との関係
すみだトリフォニーホールは新日本フィルハーモニー交響楽団とフランチャイズ契約を結んでいる。新日本フィルハーモニー交響楽団は控え室、楽器倉庫、事務局、ホールを優先的に使用できるほか、練習から本番までを同じホールで行える。すみだトリフォニーホールの広報宣伝担当チーフの新井伸也は「新日本フィルさんあってのホール。ここから音楽を発信して行くときにも新日本フィルさんを中心に考えていますし、常に先の企画を一緒に話し合っています」「『自分たちにしかできないことを突き詰めていこう』という姿勢も共通していると思います」と述べている。
すみだトリフォニーホールとの契約以前、新日本フィルハーモニー管弦楽団は渋谷、高島平、荻窪、大久保などの練習所を転々としていた。JR東日本の大井工場に練習場を借りていたこともあったが、フルート奏者の白尾彰はその練習場について「防音などないし、縦の線を揃える段取りを決めるのがやっと。音づくりは全然できませんでした」と回想している。なお、白尾は1983年にスイス留学から帰国して新日本フィルハーモニー交響楽団に復帰しているが、「僕がいなかった間も楽団は本当に大変だったときいています。帰ってきた頃も練習場など定まっていませんでしたから……。今のようにホールで練習できて、熱心に聴いて応援してくださる人がたくさんいてくださるのは夢のようですね」とも語っている。
なお、新日本フィルハーモニー交響楽団以外の団体・芸術家も登場しており、アルド・チッコリーニやミシェル・カミロが演奏したほか、歌舞伎役者の尾上菊之助も登場している。

## 評価
原典子はすみだトリフォニーホールについて「熱心なクラシック・ファンのみならず、ふらりと立ち寄った風情の近隣住民も多数訪れる。都心のホールとはひと味違うアットホームな雰囲気と、抜群の音響が自慢のコンサートホールである」と評している。また、指揮者の上岡敏之は「ホールの大きさも2000は超えていないから、オーケストラは音を無理に拡散しなくてもいい。後ろに座っても、そんなには遠くない。お客様と対話ができる、みたいな雰囲気がある。ですから、普段の練習でお客さんが入っていないときでも、オーケストラには、そういう気持ちで響かせることができるようになってもらいたい。このホールはすばらしい可能性に満ちています」と評している。
すみだトリフォニーホールと新日本フィルハーモニー交響楽団との関係について、指揮者の佐渡裕は2022年のインタビューで「日本ではじめてオーケストラとフランチャイズ契約を結んだ墨田区の公共ホールであるトリフォニーホールが、25年にわたって活動してきたことの意義はとても大きいですし、そこが一番の魅力ではないでしょうか」「トリフォニーホールができる前、（新日本フィルハーモニー交響楽団が）大井町のスタジオで練習していた時代も知っていますが、オーケストラにとって練習と本番を同じホールで演奏できるのはきわめて大きなメリット。このトリフォニーホールでどういう音を作っていくのかが、自分たちのベースになっていくわけです」と評している。また、前述の指揮者上岡敏之は「ある意味、世界で最も恵まれているのが新日本フィルです。だって本番をやるホールで練習ができる、こんなに贅沢な環境はなかなかありません。ほかは、たとえばベルリン・フィルでさえ自分たちのホームグラウンドでは思うように練習できない。アムステルダムのコンセルトヘボウと新日本フィルくらいではないでしょうか？」「墨田区に新日本フィルがあるというのは、区民にとっては最高のプレゼントだと思います」と述べている。
なお、本拠地を得たことで新日本フィルハーモニー交響楽団の演奏レベルが上がったという指摘もあり、同団ティンパニ奏者の近藤は「ここで音の基準を作っておくことができるようになったんです」「他のホールにいってちょっと変えても迷うことはない、というスタンダードができあがった」と語っているほか、トロンボーン奏者の門脇賀智志も「1997年にすみだトリフォニーホールを本拠地にすることによって、大きく変わりました。ホールでの練習を重ねることで、その響きを身につけることを体得し、無理や無駄のない演奏となった。作品の真意に迫ることに集中できるようにもなったのです」と指摘しているまた、山野雄大も「かつてを知る人ならお分かりだろう。ホールに住み、音楽をつくるということの強みは楽団の響きと適応力を生まれ変わらせた」と指摘している。

## アクセス
- JR総武線 錦糸町駅より徒歩3分
- 東京メトロ半蔵門線 錦糸町駅より徒歩5分